# ГЕС Мінас-Сан-Франциско
ГЕС Мінас-Сан-Франциско – гідроелектростанція на піденному заході Еквадору. Використовує ресурс із річки Джубонес, яка дренує західний схил Анд та впадає до південної частини затоки Гуаякіль (Тихий океан).
В межах проекту річку перекрили бетонною гравітаційною греблею висотою 54 метра, на час спорудження якої воду відвели за допомогою тунелю довжиною 0,3 км з діаметром 8 метрів. Гребля утримує водосховище з об’ємом 14,4 млн м3 (корисний об’єм 6,1 млн м3) та припустимим коливанням рівня під час операційної діяльності між позначками 783 та 793 метра НРМ.
Зі сховища через правобережний гірський масив прокладено дериваційний тунель довжиною 13,9 км, виконаний в діаметрах 4,5 та 4,8 метра. По завершені він переходить у напірну шахту глибиною 456 метрів з діаметром 3,8 метра, за якою розташована коротка – 110 метрів – горизонтальна високонапірна ділянка. В системі також працює вирівнювальний резервуар висотою 68 метрів.
Основне обладнання станції становлять три турбіни типу Пелтон потужністю по 91,7 МВт, які використовують напір у 474 метра та забезпечують виробництво 1290 млн кВт-год електроенергії на рік.